# Черв'ячна передача

4-західна черв'ячна передача у роботі

Черв'ячна (шнекова) передача — зубчаста передача, що призначена для передавання обертового руху між валами, осі яких мимобіжні в просторі і утворюють прямий кут.
Черв'ячну передачу слід відрізняти від гвинтової зубчастої.

## Загальні відомості

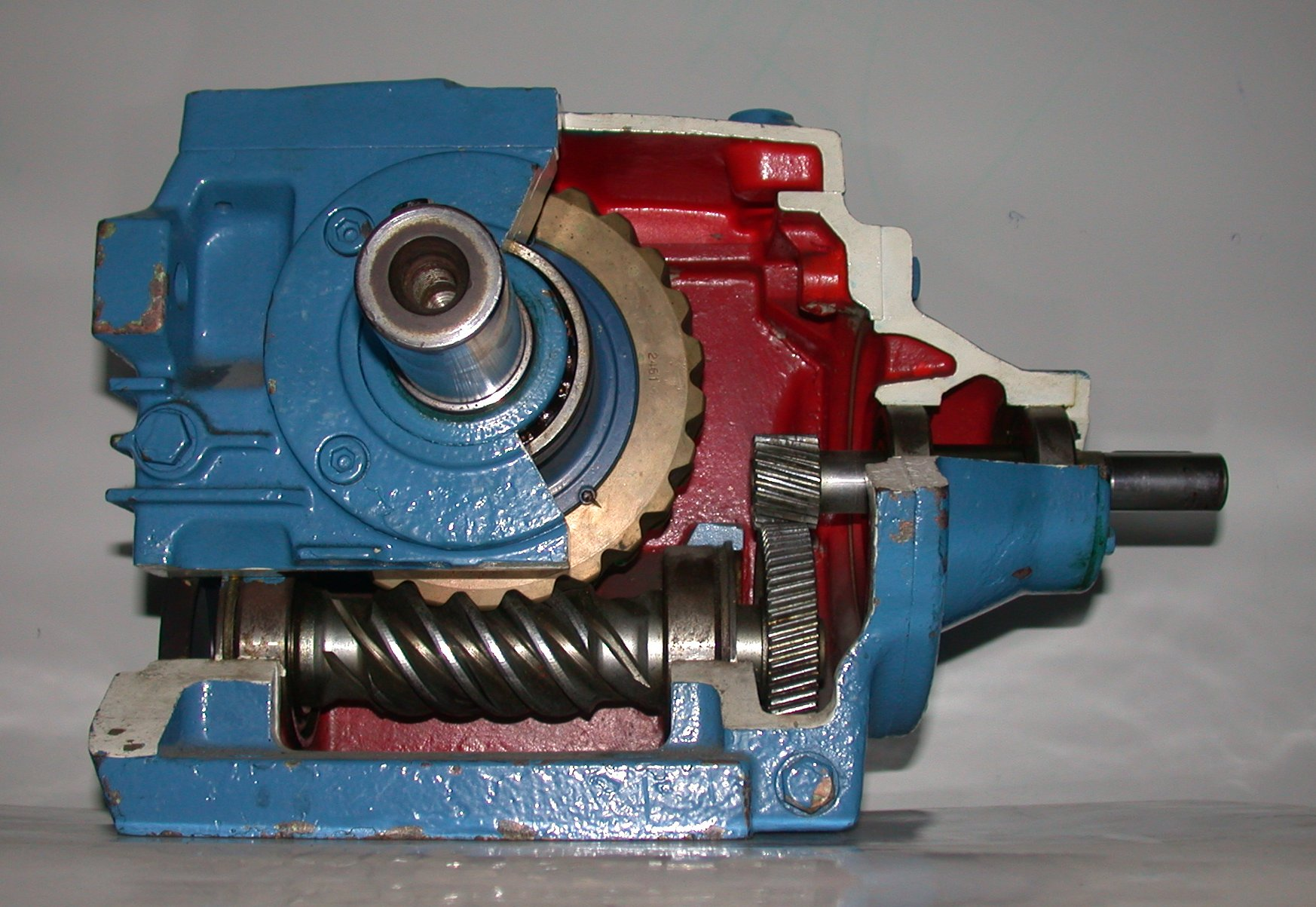
черв'ячна передача в редукторі

Черв’ячні передачі використовують для
передачі обертового руху між перехресними валами, міжосьовий
кут яких може бути довільним, але найчастіше використовують
ортогональні з кутом 90°. Залежно від форми черв’яка передачі
можуть бути циліндричні та глобоїдні (увігнуті), які мають більш високу
навантажувальну здатність та ККД. Але вони складніші у виготовленні й монтажі.
За масою та габаритними розмірами черв’ячні редуктори знаходяться на рівні двоступінчастих циліндричних, але втрати на тертя в них в 2,5…5 разів вищі. Це веде до значного тепловиділення та необхідності застосування спеціальних пристроїв для тепловідведення (оребрення корпусу, обдув тощо). Також у черв’ячному редукторі виникають значні осьові навантаження, а це вимагає застосування спеціальних підшипників, наприклад, радіально-упорних.
Конструктивно ЧП складається із черв'яка, що має форму гвинта, та черв'ячного колеса, яке нагадує зубчасте колесо з косими зубцями угнутої форми. Передавання обертового руху у ЧП здійснюється за принципом гвинтової пари, де гвинтом є черв'як, а гайкою є колесо-сектор, вирізаний із довгої гайки і зігнутий по колу.
У більшості випадків тяговим є черв'як і передача працює зменшення частоти обертання веденого вала, хоча можливе передавання обертового руху і від черв'ячного колеса до черв'яка.
У зачепленні контакт витків черв'яка та зубців черв'ячного колеса відбувається по лінії (на відміну від гвинтових зубчастих передач, де є точковий контакт зубців), до того ж із значним ковзанням. Тому через значні втрати у зачепленні черв'ячні передачі застосовують для передавання малих та середніх (до 50 кВт) потужностей, хоча зустрічаються і передачі, які спроможні передавати потужність до 200 кВт.
За допомогою черв'ячної передачі можна реалізувати велике передавальне число u=7…100 і більше. Такі передачі як кінематичні, так і силові використовують у підйомно-транспортних машинах, різних металообробних верстатах, транспортних засобах тощо.

## Класифікація

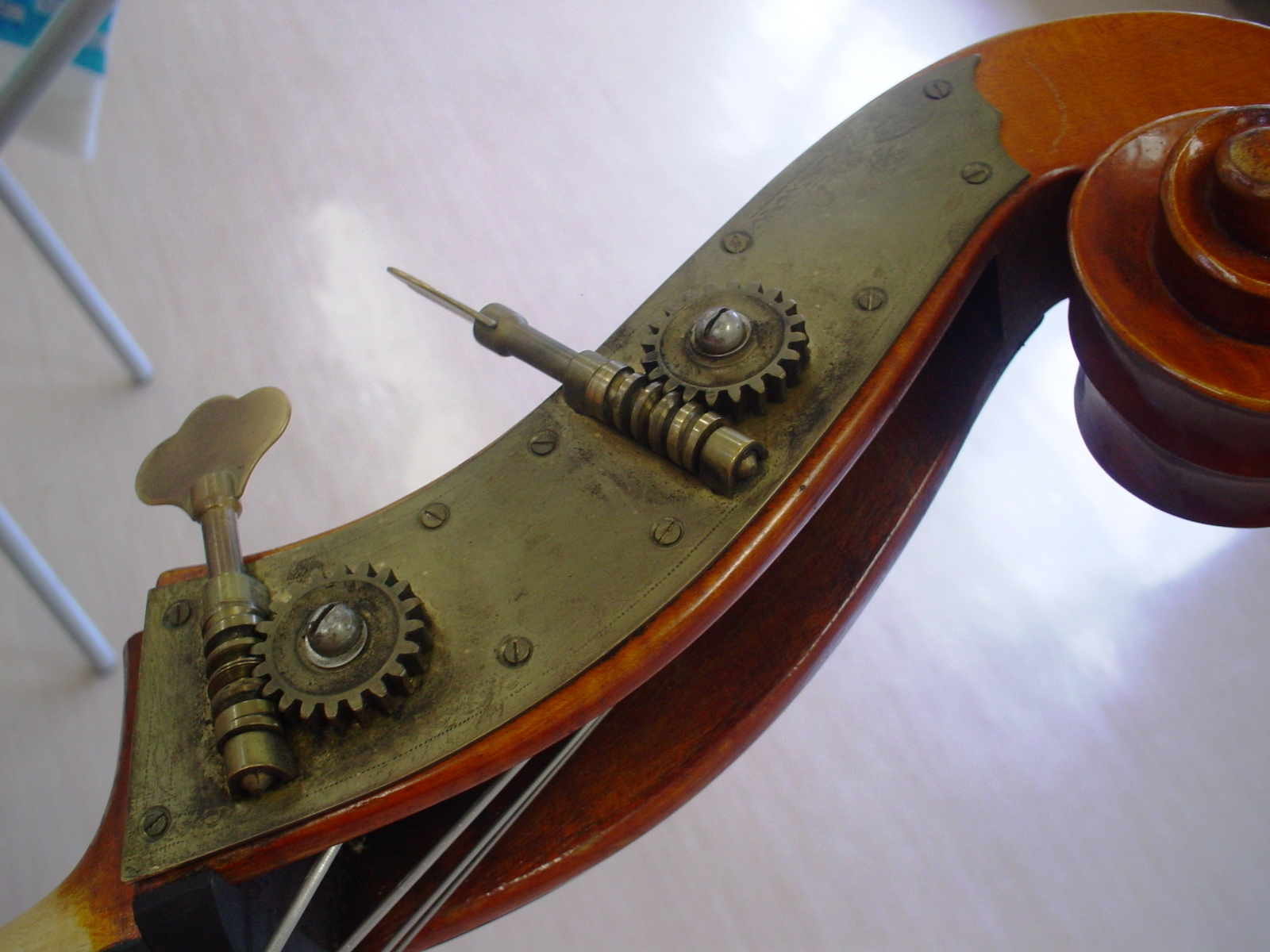
Контрабас з черв'ячним механізмом кілочків для настроювання

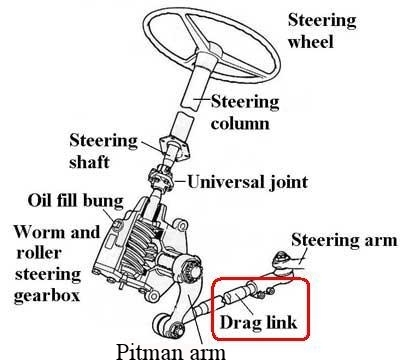
Система кермування з черв'ячно-роликовим механізмом

- За формою початкової поверхні черв'яка:
  - циліндричні;
  - глобоїдні;
- За формою профілю витків черв'яка у торцевій площині:
  - конволютні (черв'як ZN);
  - евольвентні (черв'як ZI);
  - архімедові (черв'як ZA);
- За розміщенням черв'яка щодо колеса:
  - з нижнім розміщенням;
  - з верхнім розміщенням;
  - з бічним розміщенням;
- За конструктивним оформленням:
  - відкриті;
  - закриті;
- За кількістю заходів різьби:
  - однозахідні;
  - багатозахідні (найчастіше дво- або чотиризахідні).

## Застосування
Черв'ячні передачі використовуються в системах регулювання і керування — самогальмування забезпечує фіксацію положення, а велике передавальне відношення дозволяє досягти високої точності регулювання, а також використовувати низькомоментні двигуни. Завдяки цим характеристикам черв'ячні передачі і черв'ячні редуктори широко застосовуються в підйомно-транспортних машинах і механізмах (напр., катеринках).

## Переваги та недоліки

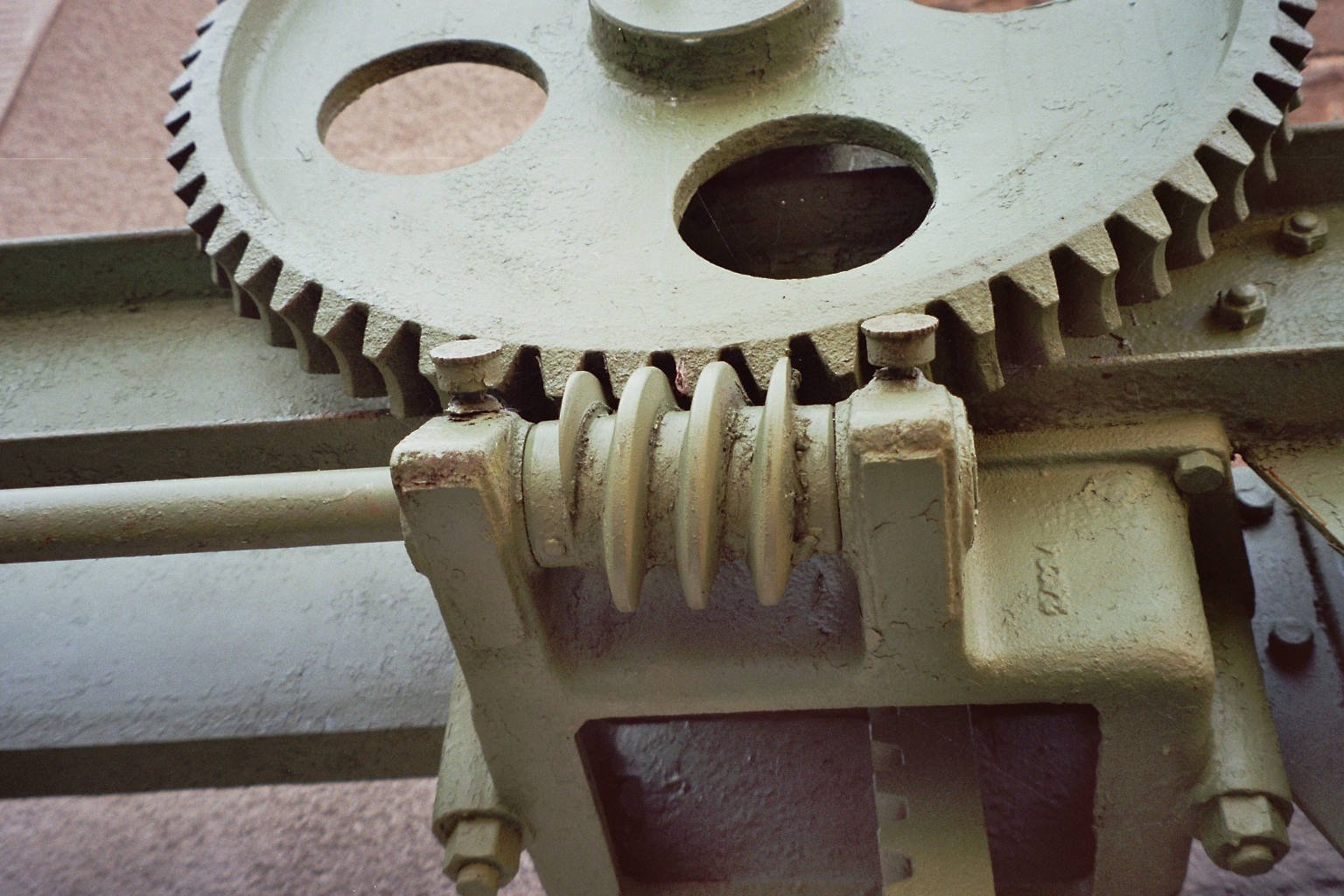
Самогальмівна черв'ячна передача в механізмі управління воротами

### Переваги
- плавність та безшумність роботи при високих швидкостях;
- достатньо висока надійність та простота догляду в експлуатації;
- компактність, тобто малі габаритні розміри при великому передаточному числі;
- можливість виконання передачі самогальмівною (неможлива передача обертового руху від черв'ячного колеса до черв'яка.

### Недоліки
- порівняно невисокий ККД, що не перевищує у деяких випадках 0,70-0,85;
- потреба використання для черв'ячного колеса дорогих антифрикційних матеріалів;
- мала тримкість. У черв’ячному редукторі виникають значні осьові навантаження, а це потребує застосування спеціальних підшипників, наприклад, радіально-упорних.

## Матеріал та конструкція деталей черв'ячної передачі
Черв'яки здебільшого виготовляють із якісних вуглецевих сталей (40,50,40Г2), а у передачах відповідального призначення-із легованих сталей (40Х,40ХН,35ХГСА та ін.). Термообробка до твердості поверхонь Н>(45…55)HRC і подальше шліфування та полірування робочих поверхонь витків черв'яка дозволяють суттєво підвищити тримкість та довговічність передачі, оскільки зменшують можливість заїдання робочих поверхонь у контакті. У допоміжних, невідповідальних та тихохідних передачах можуть використовуватись черв'яки з твердістю витків H=(300…320)HB.
Вінці черв'ячних коліс виготовляють переважно з бронзи, а інколи з латуні та чавуну. Олов'яні бронзи БрО10Н1Ф1, БрО10Ф1 та інші є найкращими матеріалами для вінців черв'ячних коліс при високих швидкостях ковзання (V>5 м/с), однак вони дорогі та дефіцитні. Тому такі бронзи використовують лише для відповідальних передач. Менш дефіцитні і дешеві безолов'яні бронзи БрА10Ж4Н4, БрА9Ж3Л та ін. Вони застосовуються при середніх швидкостях ковзання V=(2…5) м/с.
Для допоміжних, малонавантажених та тихохідних(V<2 м/с) ЧП можливе виготовлення черв'ячного колеса із чавуну (СЧ15, СЧ18) або пластмас (текстоліту, поліамідів).